# Letiště Tenerife-Jih
Letiště Tenerife-Jih (španělsky Aeropuerto de Tenerife Sur nebo též Aeropuerto de Reina Sofía: Letiště královny Sofie, kód IATA: TFS, kód ICAO: GCTS) je větší ze dvou letišť na ostrově Tenerife (druhým je letiště Tenerife-Sever). Nachází se na jihu ostrova na pomezí obcí Granadilla de Abona a San Miguel. V roce 2019 odbavilo letiště 11 168 506 cestujících, což bylo o 1,1 % více než v předcházejícím roku (podrobnější statistiky viz tabulka 1). Jedná se o druhé největší letiště na Kanárských ostrovech, hned po letišti na ostrově Gran Canaria, které ve stejném roce přepravilo přibližně 13,2 miliónu cestujících (dohromady obě letiště na Tenerife přepravily přes 17 miliónů cestujících v roce 2019). Letiště je převážně využíváno pro turistické účely. Většina letů sem míří z pevninského Španělska a zemí západní Evropy (především ze Spojeného království a Německa).

## Statistiky letiště

### Počty cestujících, letů a přepravený náklad
V letech 2000 až 2019 se počet cestujících na letišti Tenerife Jih pohyboval v rozmezí necelých 9 miliónů až přes 11 miliónů, kromě roků 2008–2010, kdy se v oblasti cestovního ruchu  nejvíce projevily důsledky krize, která nejprve vznikla v roce 2007 jako americká hypoteční krize, ale záhy v roce 2008 přerostla ve světovou finanční krizi. Největší pokles byl v roce 2009 (přibližně 7,1 miliónu cestujících;  viz Tabulka 1). V tabulce ještě nejsou údaje za roky 2020 až 2021, kdy propad cestujících  (v důsledku pandemie covidu-19) bude nepochybně ještě mnohem větší než ve zmíněných letech 2008–2010 (na řadě letišť po celém světě byl pokles cestujících i na méně než jednu čtvrtinu obvyklého počtu cestujících).
V letech 2000 až 2019 se počet cestujících na letišti Tenerife Jih pohyboval v rozmezí necelých 9 miliónů až přes 11 miliónů, kromě roků 2008–2010, kdy se v oblasti cestovního ruchu  nejvíce projevily důsledky krize, která nejprve vznikla v roce 2007 jako americká hypoteční krize, ale záhy v roce 2008 přerostla ve světovou finanční krizi. Největší pokles byl v roce 2009 (přibližně 7,1 miliónu cestujících;  viz tabulka 1). V tabulce ještě nejsou údaje za roky 2020 až 2021, kdy propad cestujících  (v důsledku pandemie covidu-19) bude ještě mnohem větší než ve zmíněných letech 2008–2010 (na řadě letišť po celém světě byl pokles cestujících i na méně než jednu čtvrtinu obvyklého počtu cestujících).
| Rok  | Cestujících | Cestujících | Vzletů a přístání | Cargo (tun) |
| Rok  | Počet       | Změna [%]   | Vzletů a přístání | Cargo (tun) |
| ---- | ----------- | ----------- | ----------------- | ----------- |
| 2000 | 9 111 000   | x           | 62 096            | 12 019      |
| 2001 | 9 111 065   | ▲ 0,0       | 61 055            | 11 469      |
| 2002 | 8 980 465   | ▼ -1,4      | 63 527            | 10 769      |
| 2003 | 8 852 878   | ▼ −1,4      | 62 506            | 8 775       |
| 2004 | 8 632 178   | ▼ −2,5      | 62 824            | 9 218       |
| 2005 | 8 631 923   | ▼ −0,0      | 63 649            | 9 770       |
| 2006 | 8 845 668   | ▲ 2,5       | 65 774            | 9 414       |
| 2007 | 8 639 341   | ▼ −2,3      | 65 036            | 9 168       |
| 2008 | 8 251 989   | ▼ −4,5      | 60 779            | 8 567       |
| 2009 | 7 108 073   | ▼ −13,9     | 49 779            | 5 371       |
| 2010 | 7 359 150   | ▲ 3,5       | 51 858            | 4 293       |
| 2011 | 8 656 487   | ▲ 17,6      | 58 093            | 4 480       |
| 2012 | 8 530 729   | ▼ −1,5      | 56 210            | 3 906       |
| 2013 | 8 701 983   | ▲ 2,0       | 55 987            | 3 395       |
| 2014 | 9 176 274   | ▲ 5,5       | 60 290            | 3 376       |
| 2015 | 9 117 514   | ▼ −0,6      | 58 462            | 2 844       |
| 2016 | 10 472 713  | ▲ 14,9      | 65 882            | 2 809       |
| 2017 | 11 248 882  | ▲ 7,4       | 69 846            | 2 797       |
| 2018 | 11 042 481  | ▼ −1,8      | 69 910            | 2 483       |
| 2019 | 11 168 506  | ▲ 1,1       | 70 277            | 2 188       |

### Nejvytíženější mezinárodní linky
Tabulka 2 uvádí 10 mezinárodních linek s největším počtem cestujících v roce 2018. Z tabulky je vidět, že na prvních pěti místech jsou linky na různá letiště ve Spojeném království  a celkem jich je v první desítce sedm. Prvních deset linek představuje více než třetinu (přes 35 %) všech přepravených cestujících v roce 2018.
| Pořadí | Země a letiště                       | Cestujících | Podíl [%] | Kumulativní podíl [%] |
| ------ | ------------------------------------ | ----------- | --------- | --------------------- |
| 1      | UK: letiště Manchester               | 810 228     | 7,3       | 7,3                   |
| 2      | UK: letiště London Gatwick           | 711 364     | 6,4       | 13,8                  |
| 3      | UK: letiště London Stansted          | 354 159     | 3,2       | 17,0                  |
| 4      | UK: letiště Birmingham               | 337 548     | 3,1       | 20,0                  |
| 5      | UK: letiště East Midlands            | 329 798     | 3,0       | 23,0                  |
| 6      | Německo: letiště Düsseldorf          | 314 033     | 2,8       | 25,9                  |
| 7      | Belgie: letiště Brusel               | 274 903     | 2,5       | 28,4                  |
| 8      | Nizozemí: letiště Amsterdam Schiphol | 263 368     | 2,4       | 30,7                  |
| 9      | UK: letiště Edinburgh                | 257 609     | 2,3       | 33,1                  |
| 10     | UK: letiště Newcastle                | 249 369     | 2,3       | 35,3                  |
| —      | Ostatní linky                        | 7 140 102   | 64,7      | 100,0                 |
| —      | Celkem rok 2018                      | 11 042 481  | 100,0     | x                     |